# Огура-Мару № 3
Огура-Мару № 3 — судно, яке під час Другої Світової війни взяло участь у операціях японських збройних сил. 
Судно замовили в 2013 році для British India Steam Navigation як вантажопасажирське SS Masula на верфі компанії Barclay, Curle & Co. Ltd. у шотландському Глазго. На тлі Першої світової війни його ще на етапі будівництва викупило Адміралтейство та замовило переобладнання у флотський танкер RFA Oligarch. Втім, з метою надати судну можливість здійснювати рейси до США, що на той момент діяли як нейтральна держава, його передали під контроль державної агенції The Shipping Controller (операційне управління компанії Lane & MacAndrew) та перейменували на SS Limeleaf. 
Завершення будівництва припало на грудень 1916-го, після чого кілька років танкер належав британській державі. В 1919-му по завершенні війни він був проданий нідерландській Insulinde Stoomvaart Mij - Tank Stoomboot Mij. та перейменований на SS California. З 1925-го власником стала британська Athel Line - United Molasses, яка дала судну найменування SS Athelrill, а вже у 1926-му воно було продане японській Nippon Tanker, для якої працювало як «Койо-Мару» до 1931 року. Наступним власником виступила компанія Ogura Sekiyu, що використовувала танкер як «Огура-Мару № 3».
В березні 1942-го танкер реквізували для потреб Імперського флоту Японії. 
У середині жовтня 1942-го «Огура-Мару № 3» опинився на Палау (великий транспортний хаб на заході Каролінських островів), після чого 23 – 28 жовтня здійснив перехід в конвої під охороною есмінця «Хатакадзе» до Рабаула – головної передової бази у архіпелазі Бісмарка, з якої провадились японські операції на Соломонових островах та сході Нової Гвінеї). На початку листопада танкер прослідував в конвої під охороною есмінця «Юдзукі» до якірної стоянки Шортленд (прикрита групою невеликих островів Шортленд акваторія біля південного завершення острова Бугенвіль, де зазвичай відстоювались легкі бойові кораблі та перевалювались вантажі для подальшої відправки далі на схід Соломонових островів). Саме в цей час японці готувались до доставки великих підкріплень на Гуадалканал і протягом кількох діб «Огура-Мару № 3» здійснював на Шортленді заправку кораблів, зокрема, есмінця «Куросіо» та важкого крейсера «Судзуя». Японьска операція завершилась поразкою в битві біля Гуадалканалу, а вже наприкінці листопада «Огура-Мару № 3» був на Палау.
З 28 листопада 1942 по 18 січня 1943-го танкер здійснив рейс по Південно-Східній Азії із відвіданням Балікпапану (центр нафтовидобувної промисловості на східному узбережжі острова Борнео), Маніли, ще раз Палау, Таракану (інший центр нафтовидобутку на сході Борнео) та у підсумку прибув до Йокосуки. 
7 червня 1943-го під час слідування в конвої з Такао (наразі Гаосюн на Тайвані) до Японії «Огура-Мару № 3» зіткнувся з транспортом «Тацува-Мару», втім, обидва судна отримали лише легкі пошкодження та тієї ж доби зайшли в порт Кірун (наразі Цзілун на Тайвані). 17 – 23 червня «Огура-Мару № 3» прослідував з Кіруна до Куре.
Станом на другу половину серпня 1943-го танкер знову був у Південно-Східній Азії. Відомо, що 26 – 30 серпня він прослідував к конвої з Маніли до Таракану, потім в якийсь момент опинився на Палау, звідки 23 вересня – 4 жовтня прослідував до Таракану. 
18 – 25 жовтня 1943-го «Огура-Мару № 3» пройшов з Балікпапану до Палау в конвої № 2609, а 5 – 11 листопада прослідував далі на схід до атолу Трук (тут знаходилась головна база японського флоту в Океанії) в конвої № 8505. 24 листопада – 23 грудня танкер здійснив зворотній рейс в конвоях № 7242 та № 2515.
26 грудня 1943-го «Огура-Мару № 3» почав черговий рейс на Трук, прослідував в конвоях № 2614 та № 8031 і 9 січня 1944-го прибув до пункту призначення. Зворотній шлях до Борнео почався 20 січня в конвої № 7202 та продовжився 30 січня – 5 лютого в конвої NE-002, що прямував до Таракану. 8 лютого «Огура-Мару № 3» полишив Таракан та в подальшому опинився у Балікпапані.
17 лютого 1944-го танкер вийшов з Балікпапану у черговому конвої до Палау.  Незадовго до завершення 23 лютого 1944-го в районі за дві сотні кілометрів на північний схід від острова Моротай танкер перехопив американський підводний човен USS Cod, який торпедував та потопив «Огура-Мару № 3», загинули 17 членів екіпажу.